# Пауль Шпігель
Пауль Шпігель (нім. Paul Spiegel; 31 грудня 1937, Варендорф, Німецька імперія — 30 квітня 2006,Дюссельдорф, Німеччина) — німецький журналіст і підприємець. З 2000 року до своєї смерті у 2006 році він був президентом Центральної ради євреїв Німеччини. Під час його перебування на посаді президента Центральної ради в січні 2003 року було укладено перший державний договір між Центральною радою та федеральним урядом Німеччини. У 2007 році його іменем названо площу перед Новою синагогою в Дюссельдорфі.